# Mazières-de-Touraine
 Mazières-de-Touraine  es una población y comuna francesa, situada en la región de  Centro, departamento de Indre y Loira, en el distrito de Chinon y cantón de Lageais.

## Demografía
| 693 | 664 | 608 | 705 | 961 | 1022 |
| Para los censos de 1962 a 1999 la población legal corresponde a la población sin duplicidades (Fuente: INSEE [Consultar]) |     |     |     |     |      |